# Albugo ipomoeae-aquaticae
Espèce
Albugo ipomoeae-aquaticae est une espèce de pseudochampignons oomycètes de la famille des Albuginaceae, présente dans les régions tropicales (distribution pantropicale). Cet oomycète est un agent phytopathogène responsable d'une maladie de rouille blanche qui affecte le liseron d'eau, Ipomoea aquatica.